# Sept Heures de feu
Pour plus de détails, voir Fiche technique et Distribution.
Sept Heures de feu (Aventuras del Oeste) est un western spaghetti germano-hispano-italien sorti en 1965, réalisé par Joaquín Luis Romero Marchent.

## Synopsis
À la tête d'une caravane de pionniers comprenant Ethel et son oncle, Buffalo Bill arrive dans une ville en proie à une bande de trafiquants d'armes. Ceux-ci fournissent des armes aux Indiens qui infestent la région. Le centre du trafic des armes se trouve dans la ville de Custer et c'est là que Buffalo et ses hommes se rendent. Les Peaux-Rouges se rassemblent pour livrer bataille, mais Buffalo a fait évacuer Custer et appelé l'armée à intervenir.

## Fiche technique
- Titre français : Sept Heures de feu[1]
- Titre original espagnol : Aventuras del Oeste[2]
- Titre italien : Sette ore du fuoco
- Titre allemand : Die letzte Kugel traf den Besten[1]
- Réalisation : Joaquín Luis Romero Marchent
- Scénario : Joaquín Luis Romero Marchent
- Genre : western spaghetti
- Musique : Angelo Francesco Lavagnino
- Production : Félix Duran Aparicio pour Centauro Film, Constantin Film Produktion, Produzioni Europee Associati
- Photographie : Rafael Pacheco (de)
- Format d'image : couleur[2]
- Montage : Daniele Alabiso
- Durée : 92 min
- Pays de production :  Allemagne de l'Ouest,  Espagne,  Italie
- Langues originales : espagnol, allemand, italien
- Dates de sortie : 
  - Espagne : 5 avril 1965[3]
  - Allemagne de l'Ouest : 9 juillet 1965[3]
  - France : 10 novembre 1965[1]

## Distribution
- Rik Van Nutter (sous le pseudo de Clyde Rogers) : Buffalo Bill Cody
- Adrian Hoven : Wild Bill Hickok
- Gloria Milland : Calamity Jane
- Francisco Sanz : Père Norman
- Helga Sommerfeld : Ethel
- Carlos Romero Marchent : Ted
- Alejandra Kasan : Luisa
- Raf Baldassarre : Guillermo
- Alfonso Rojas : colonel Carr
- Antonio Molino Rojo : Dittle
- Kurt Großkurth : M. St. James
- Mery Leyva : Agnes St. James
- Mariano Vidal Molina : Frank North
- Cris Huerta : Steve
- Ricardo Rodríguez : chef Nuage Rouge
- Mario Morales : Douglas
- Álvaro de Luna : Utter
- Lorenzo Robledo : Charlie
- Juan Cortés : M. Mortimer
- María Esther Vázquez : Mlle Mortimer
- Santiago Rivero : M. Russell
- Milagros Guijarro : Mme Cody